# Абабкова, Мария Александровна
Мари́я Алекса́ндровна Аба́бкова, в девичестве Че́кель (род. 1935, Белостокское воеводство, Польша) — передовик советского текстильного производства, прядильщица Гродненского тонкосуконного комбината, Герой Социалистического Труда (1960).

## Биография и достижения
Родилась 1 декабря 1935 года в деревне Сухмяны Гродненского повята Белостокского воеводства Польши (ныне Гродненского района Гродненской области Белоруссии).
С 1953 года — аппаратчица чесальных аппаратов, с 1961 — сменный мастер, с 1977 — инженер по стандартизации техотдела Гродненского тонкосуконного комбината.
Указом Президиума Верховного Совета СССР от 7 марта 1960 года в ознаменование 50-летия Международного женского дня, за выдающиеся достижения в труде и особо плодотворную общественную деятельность Марии Александровне Чекель было присвоено звание Героя Социалистического Труда с вручением ордена Ленина и золотой медали «Серп и Молот».